# Nabeta Atomu
Atomu Nabeta (sinh ngày 1 tháng 5 năm 1991) là một cầu thủ bóng đá người Nhật Bản.

## Sự nghiệp câu lạc bộ
Atomu Nabeta đã từng chơi cho Shimizu S-Pulse và Avispa Fukuoka.